# Ramon Sáez Marzo
Ramon Sáez Marzo (Utiel, Plana d'Utiel, 4 de gener de 1940 - 17 de juny de 2013), conegut com a Tarzan, va ser un ciclista valencià que fou professional entre 1962 i 1973. Tot i néixer a Utiel va viure molts anys a Quart de Poblet i posteriorment a Xirivella.
Els seus principals èxits els aconseguí a la Volta a Espanya, en guanyar 7 etapes en les seves sis participacions. També destaca el Campionat d'Espanya de ciclisme en ruta de 1969 i la medalla de bronze al Campionat del món de ciclisme de 1967, en acabar rere Eddy Merckx i Jan Janssen, en el que suposava la segona medalla de la història d'Espanya en un Campionat del món de ciclisme.

## Palmarès
- 1965
  - Vencedor d'una etapa de la Volta a Catalunya
- 1966
  - 1r a la Barcelona-Andorra
- 1967
  - 1r al Trofeu Elola
  - 1r a Madrid
  - Vencedor de dues etapes a la Volta a Espanya
  -  Medalla de bronze al Campionat del món de ciclisme
- 1968
  - Vencedor d'una etapa de la Volta a Andalusia
  - Vencedor d'una etapa de la Volta a Espanya
  - Vencedor d'una etapa de la Volta a Llevant
- 1969
  -  Campió d'Espanya de ciclisme en ruta
  - Vencedor de dues etapes a la Volta a Espanya
- 1970
  - 1r al Gran Premi de València
  - 1r al Trofeu Masferrer
  - Vencedor de dues etapes a la Volta a Espanya
  - Vencedor d'una etapa de la Volta a Aragó
  - Vencedor d'una etapa de la Vuelta a los Valles Mineros
- 1971
  - 1r de la Volta a Aragó i vencedor de 3 etapes
  - Vencedor d'una etapa de la Volta a Llevant

### Resultats a la Volta a Espanya
- 1966. 19è de la classificació general
- 1967. 39è de la classificació general. Vencedor de 2 etapes
- 1968. 32è de la classificació general. Vencedor d'una etapa
- 1969. 19è de la classificació general. Vencedor de 2 etapes
- 1970. 40è de la classificació general. Vencedor de 2 etapes
- 1971. 53è de la classificació general

### Resultats al Tour de França
- 1967. 85è de la classificació general